# Muzeum Narodowe Historii Rumunii
Muzeum Narodowe Historii Rumunii (rum: Muzeul Național de Istorie a României) – muzeum znajdujące się na Calea Victoriei w Bukareszcie, stolicy Rumunii, które gromadzi rumuńskie artefakty historyczne od czasów prehistorycznych aż do czasów współczesnych.
Muzeum mieści się w dawnym Pałacu Pocztowym, w którym mieści się również muzeum filatelistyczne. Na powierzchni ponad 8000 metrów kwadratowych zbiory eksponowane są w 60 salach wystawowych. Stałe wystawy obejmują między innymi gipsowy odlew całości Kolumny Trajana, rumuńskich klejnotów koronnych i skarbu z Pietroasele.

## Galeria

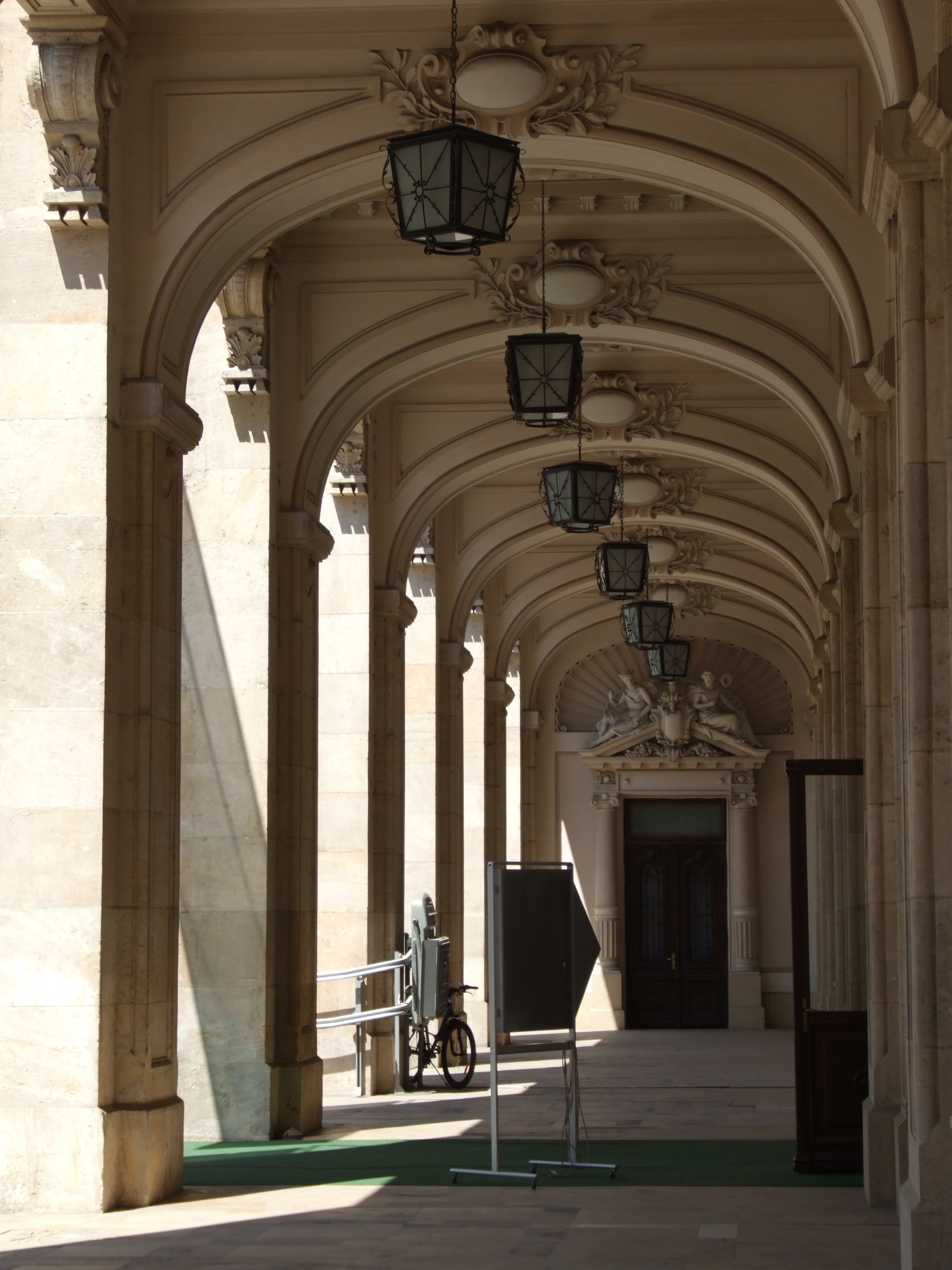
Arkady
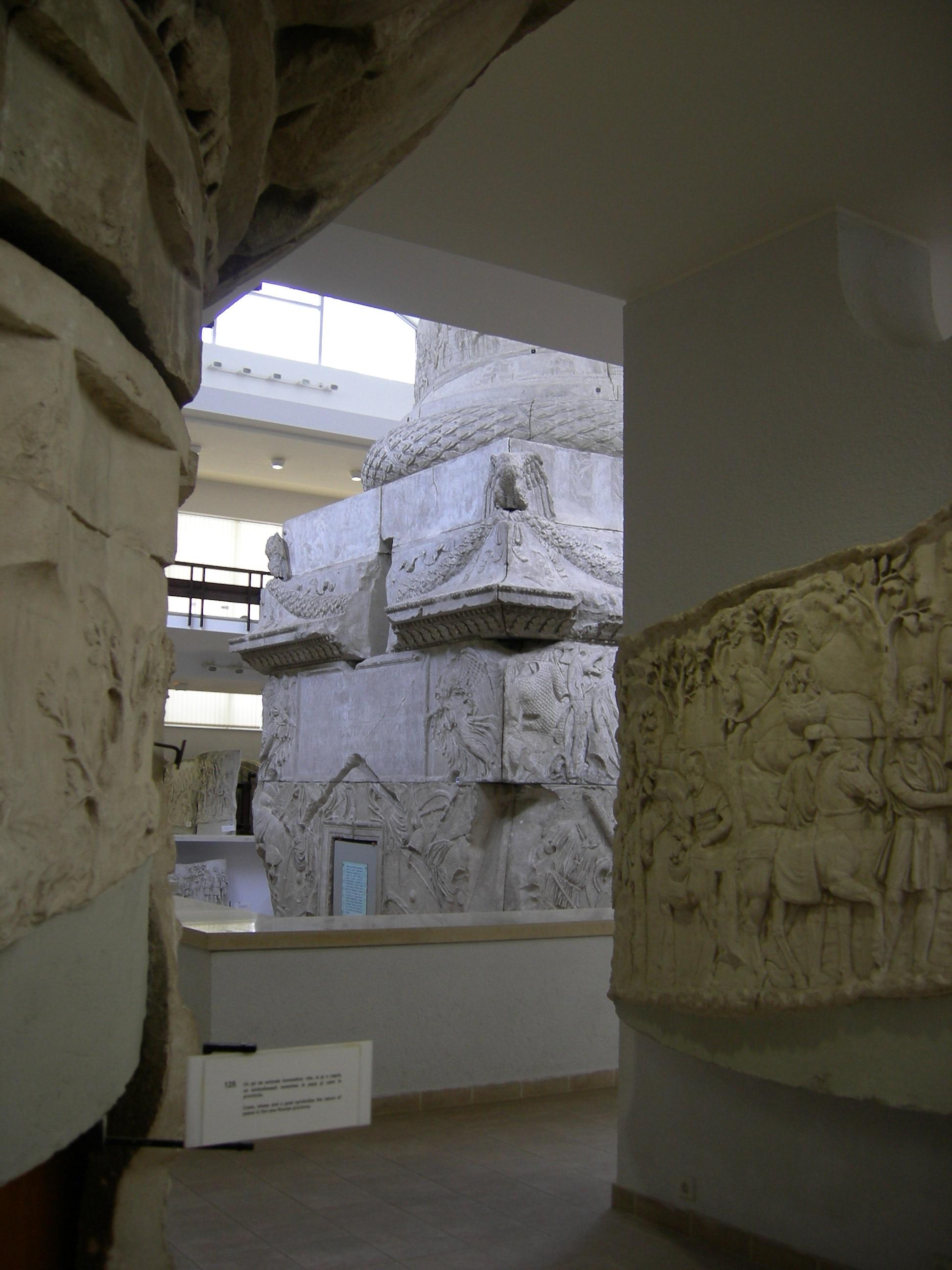
Kolumna Trajana
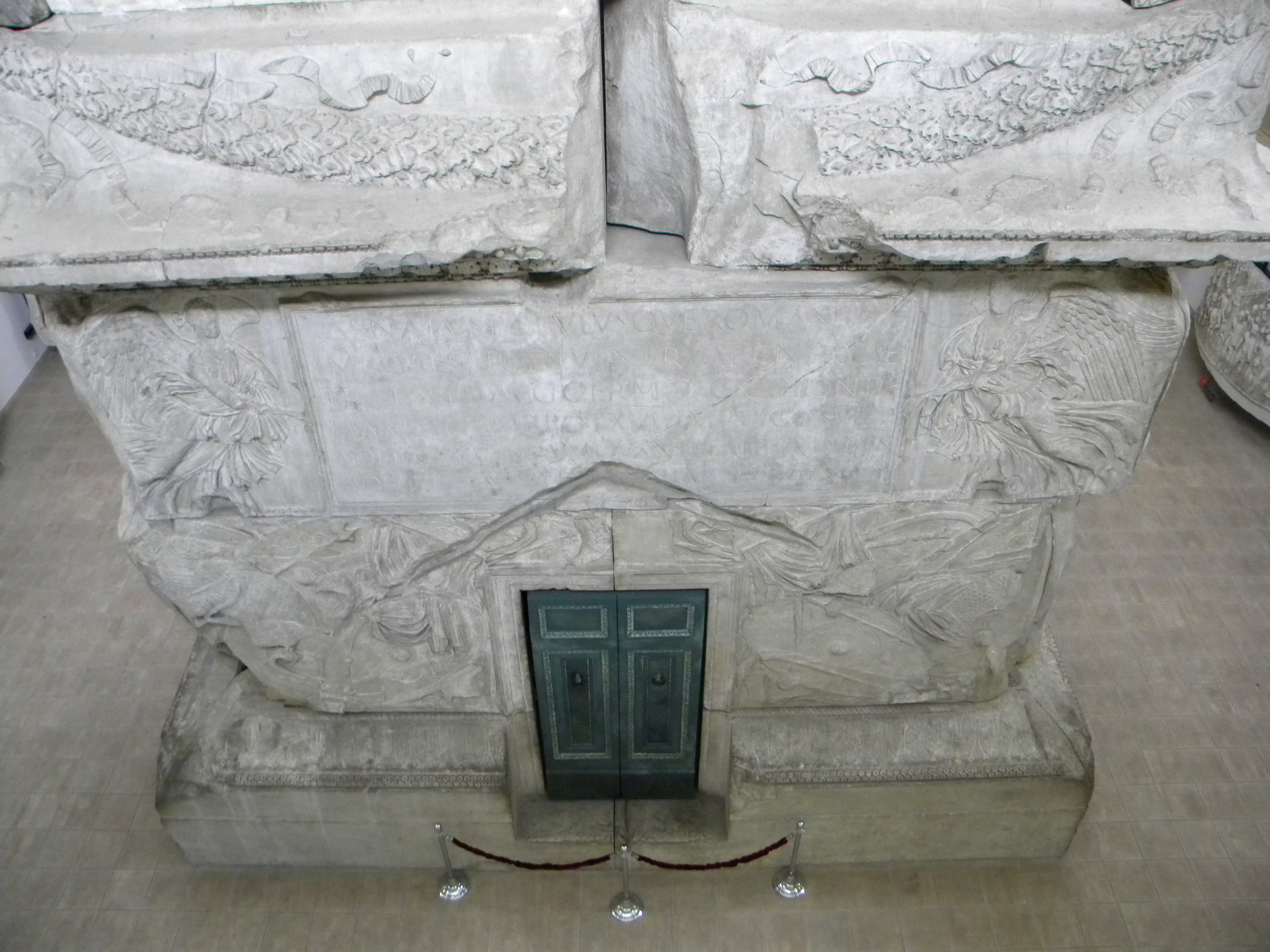
Kolumna Trajana
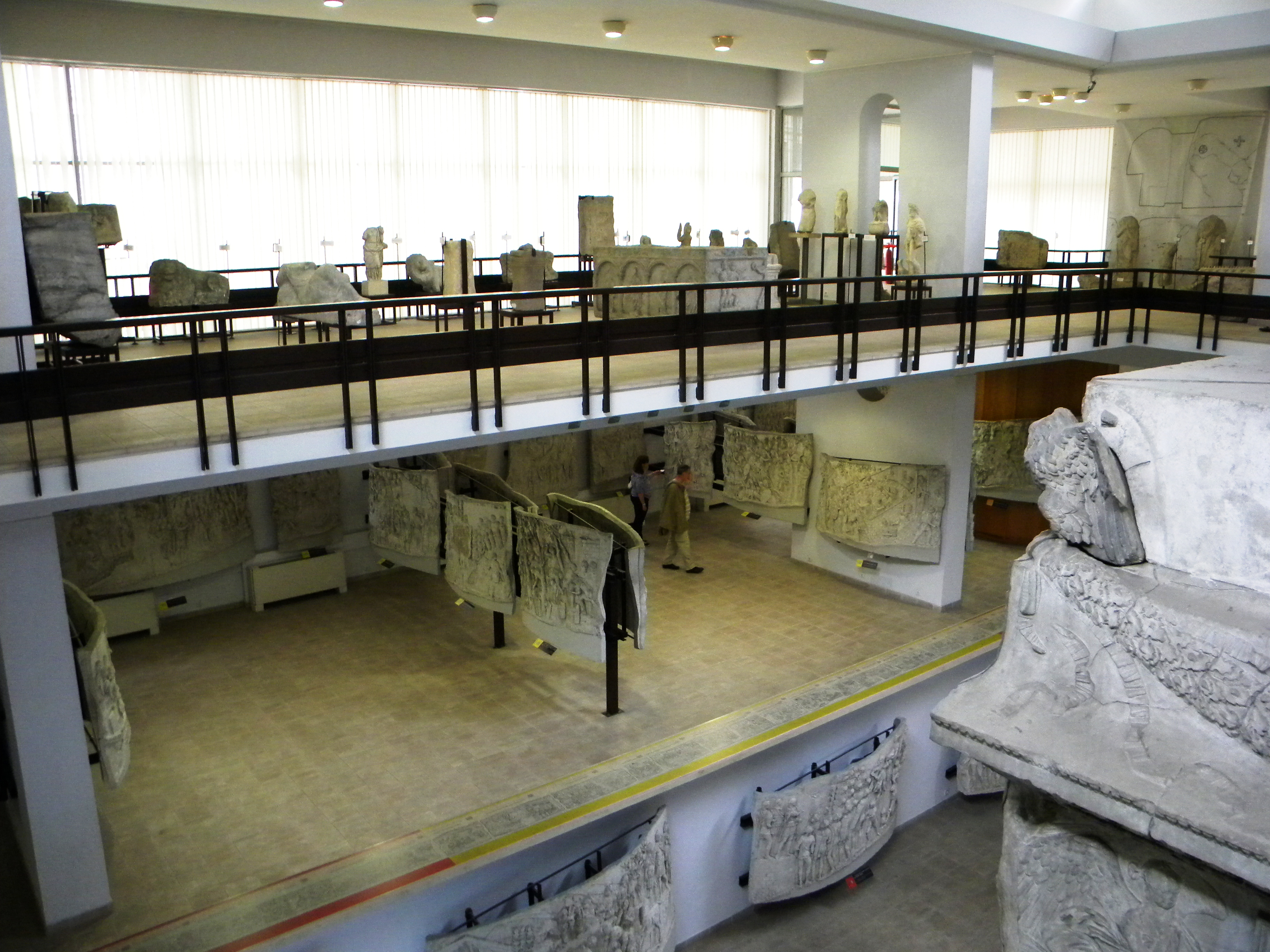
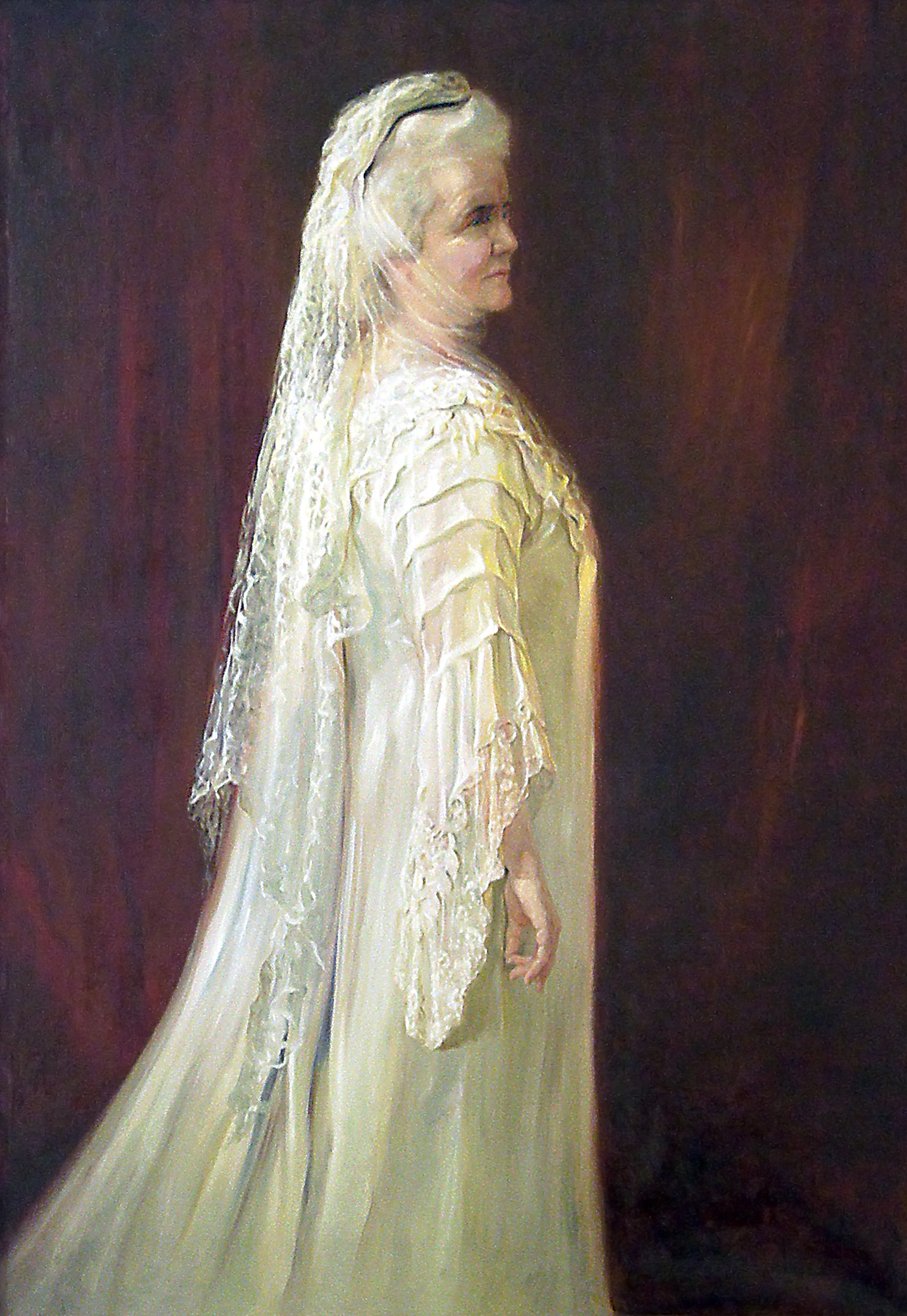
Portret królowej Elżbiety
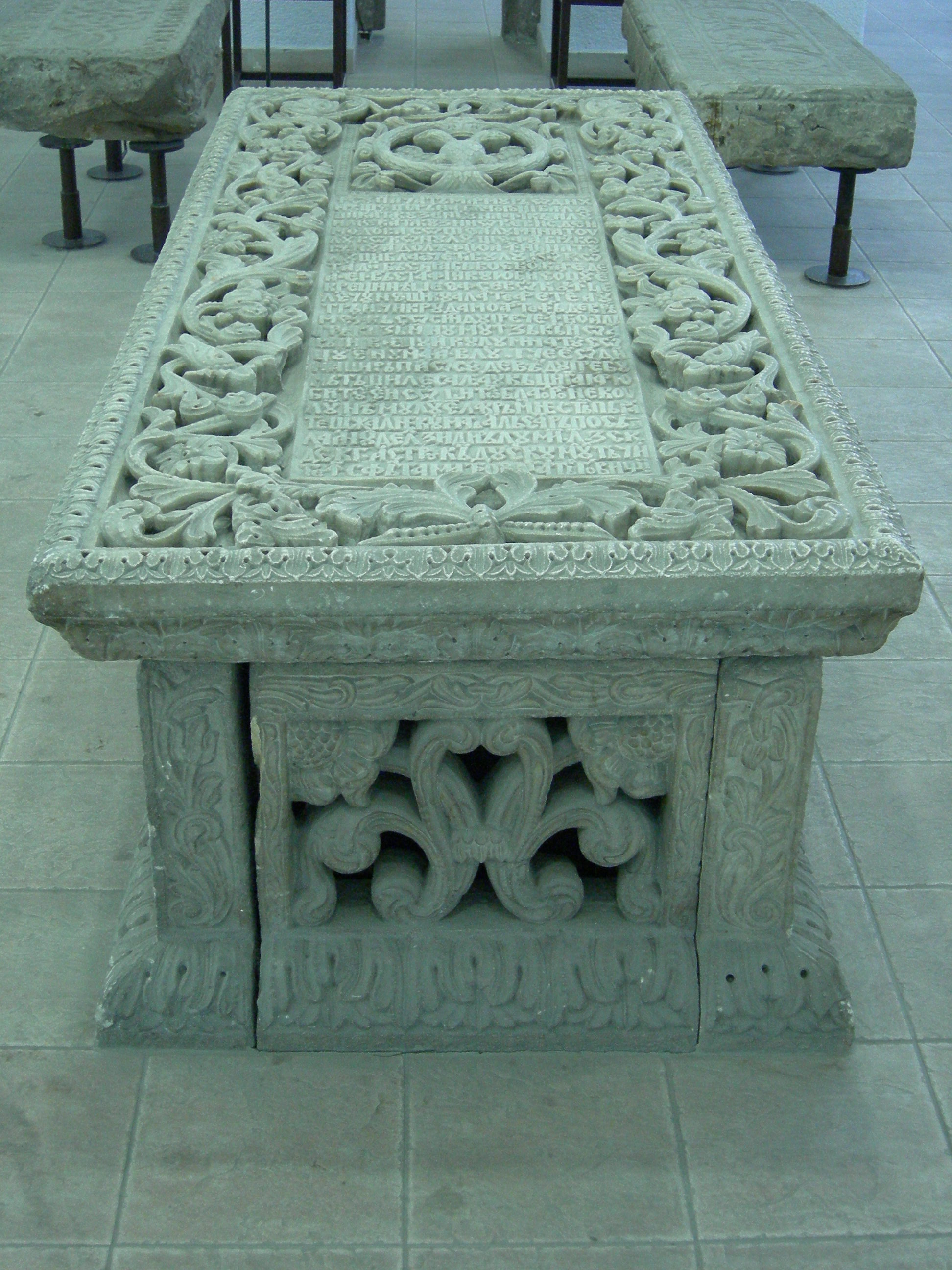
Sarkofag księżniczki Bălașa Cantacuzino
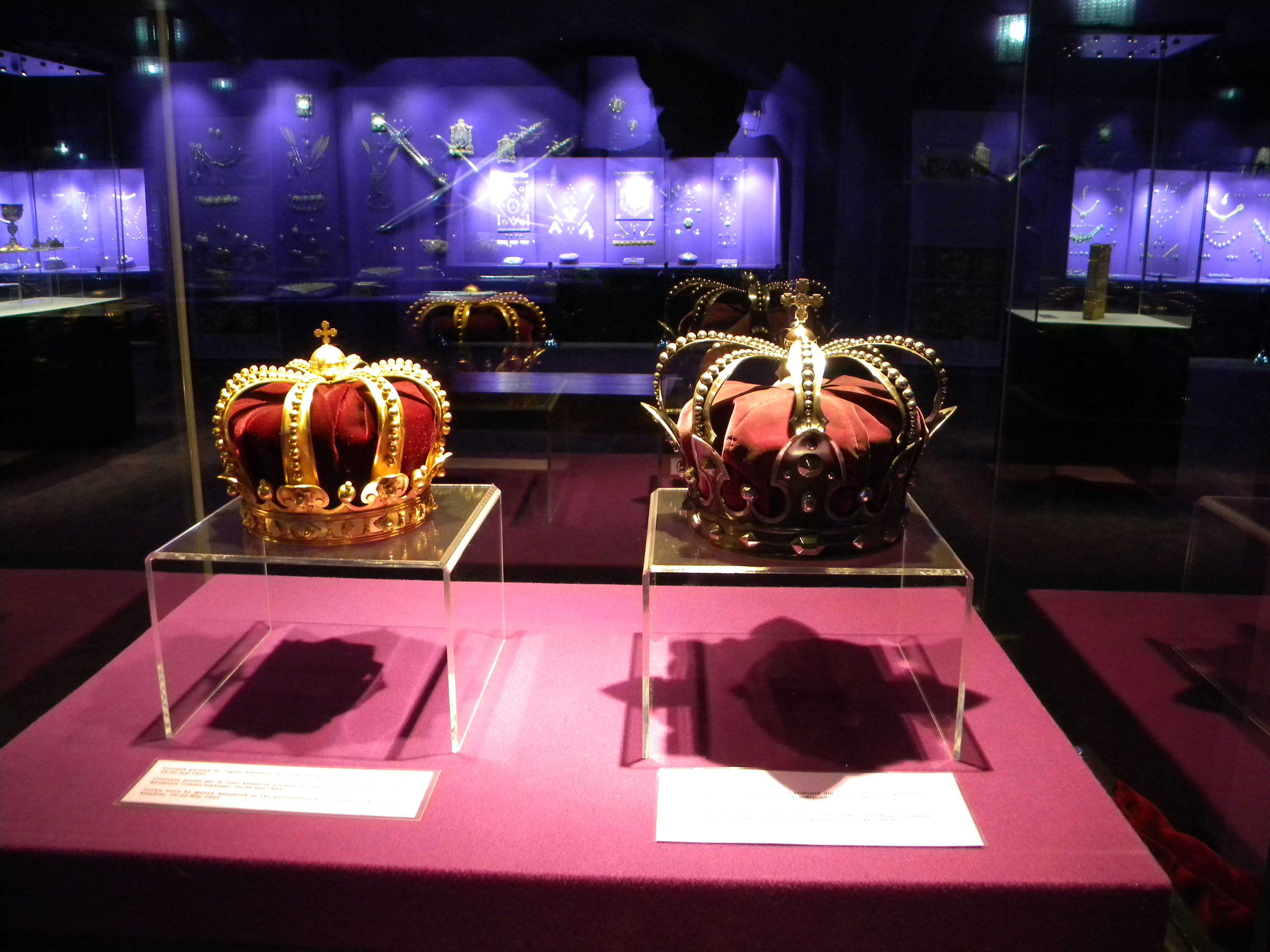
Stalowa Korona i korona królowej Elżbiety
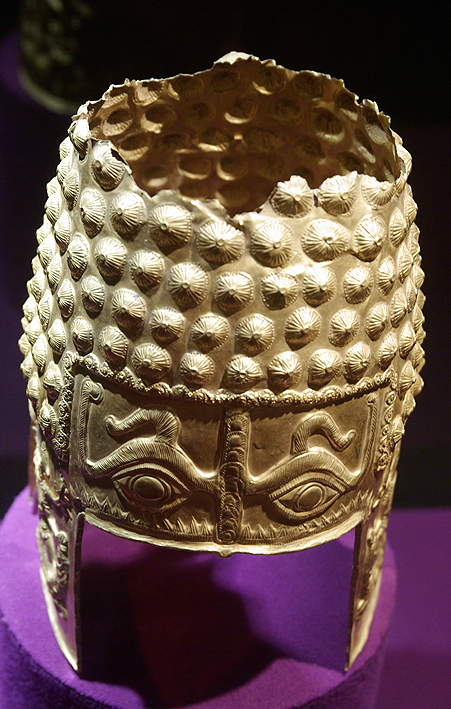
Złoty Hełm z Coțofenești z 4 wieku p.n.e.
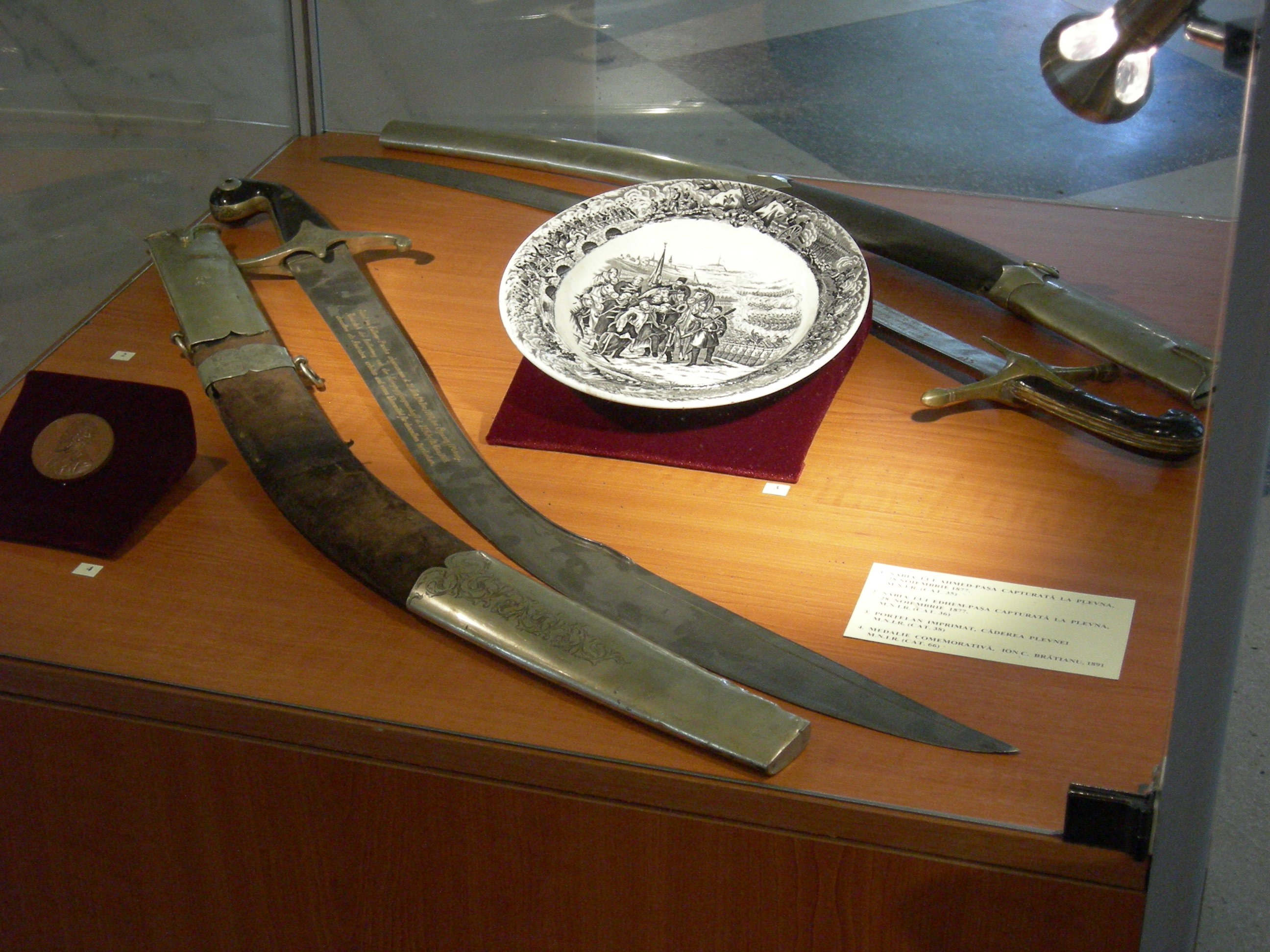
Pamiątki oblężenia twierdzy Plewna
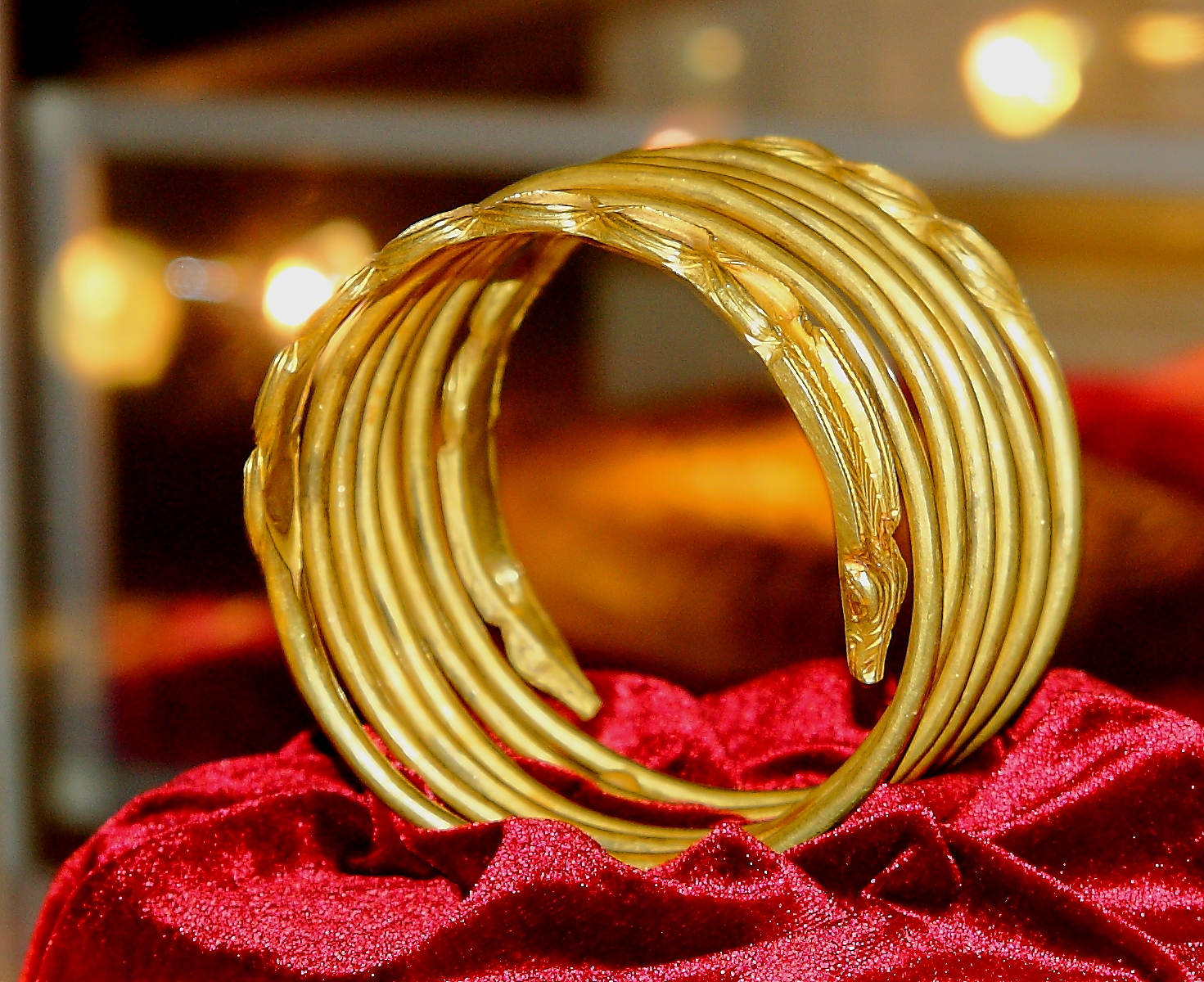
Bransoleta z dackiego grobu
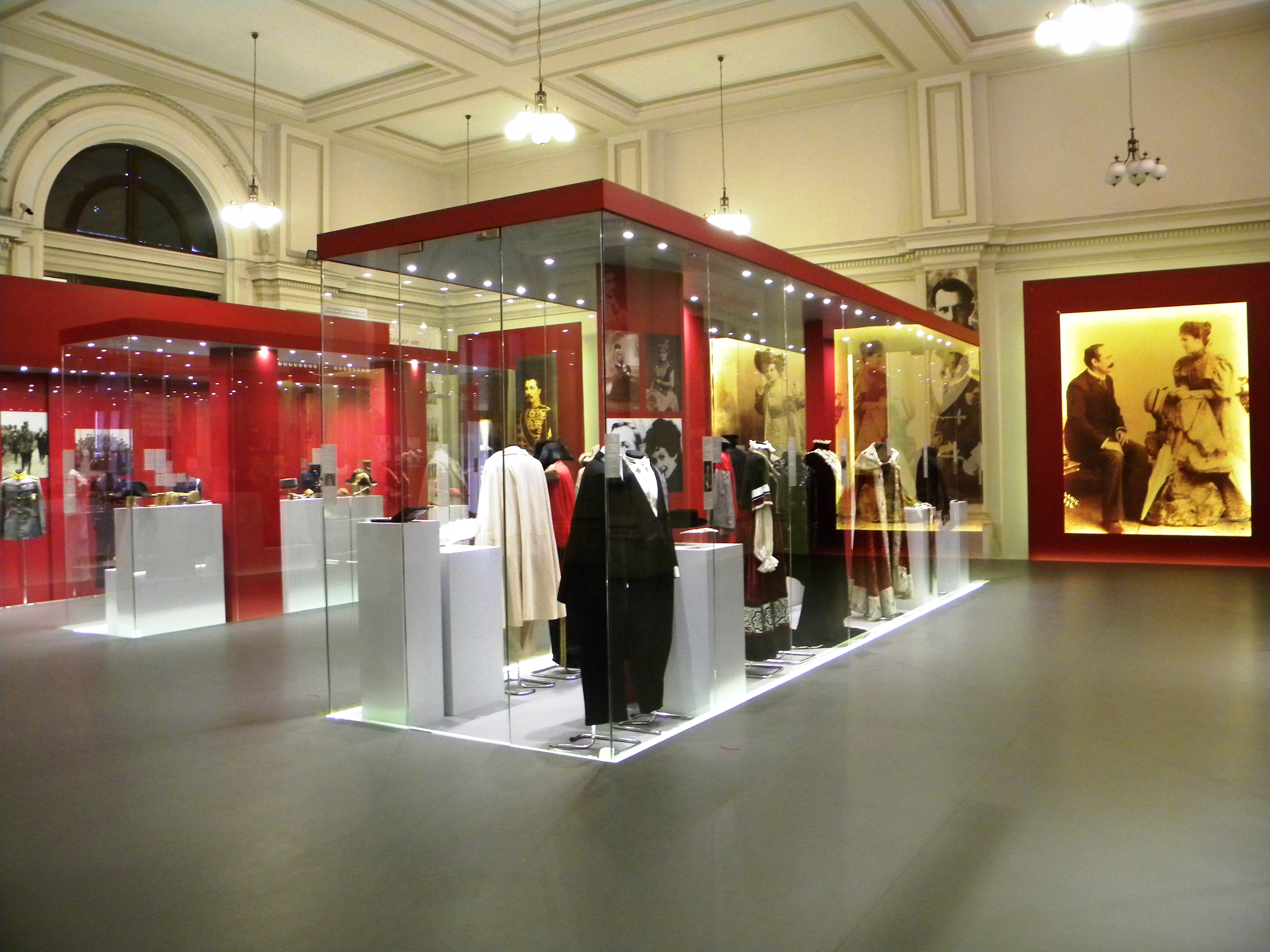
Sala z kostiumami
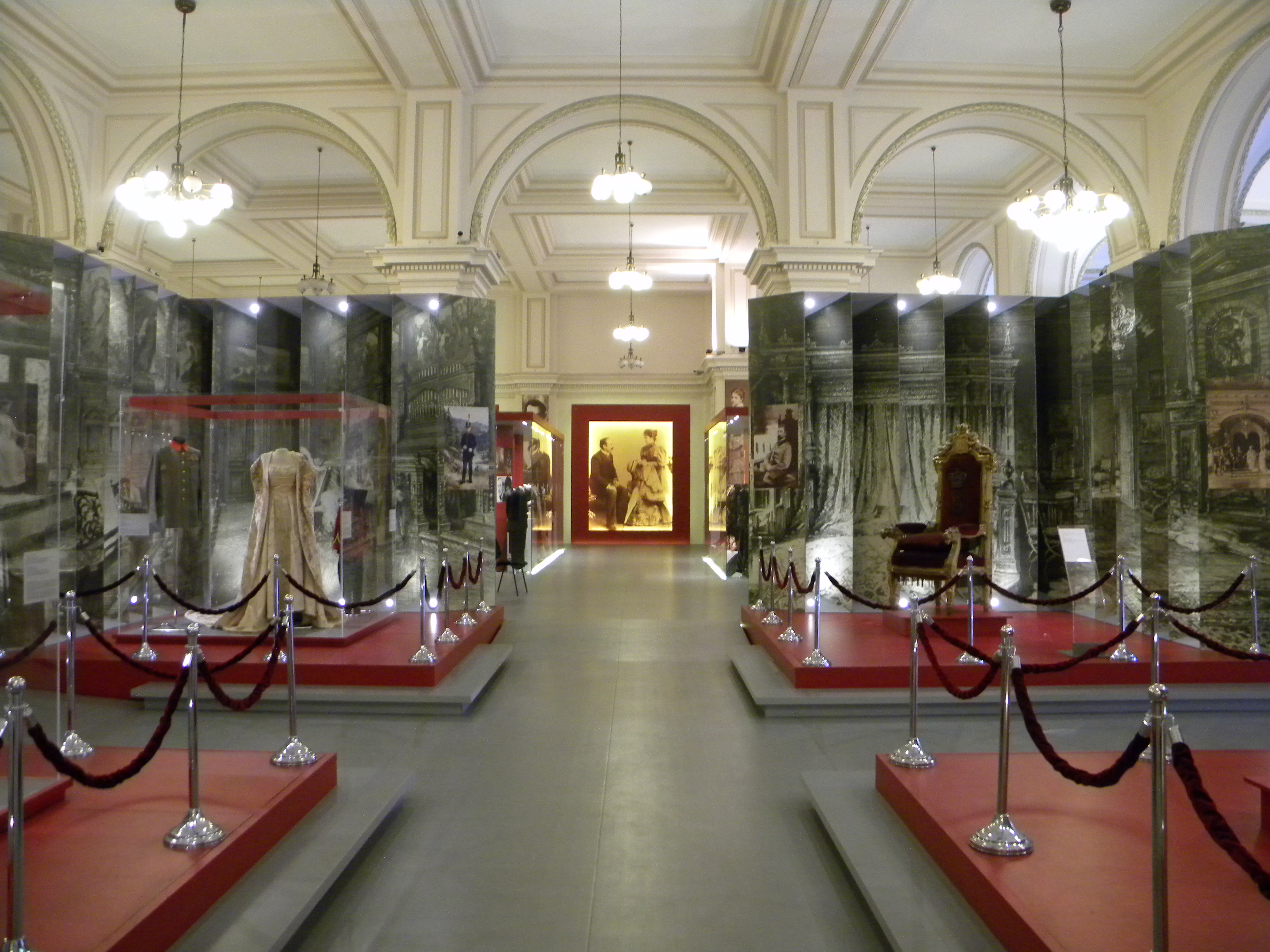
Sala z kostiumami
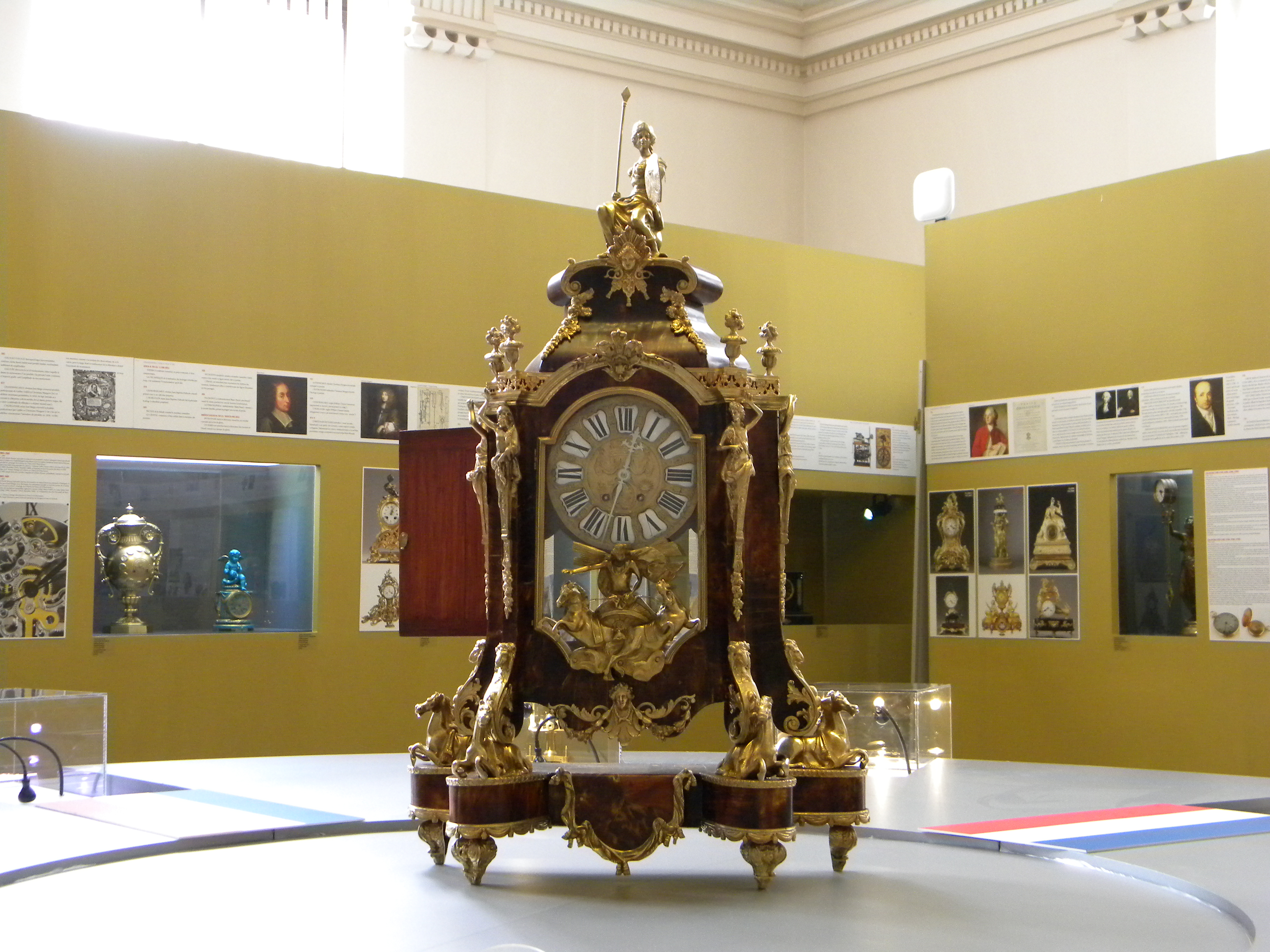
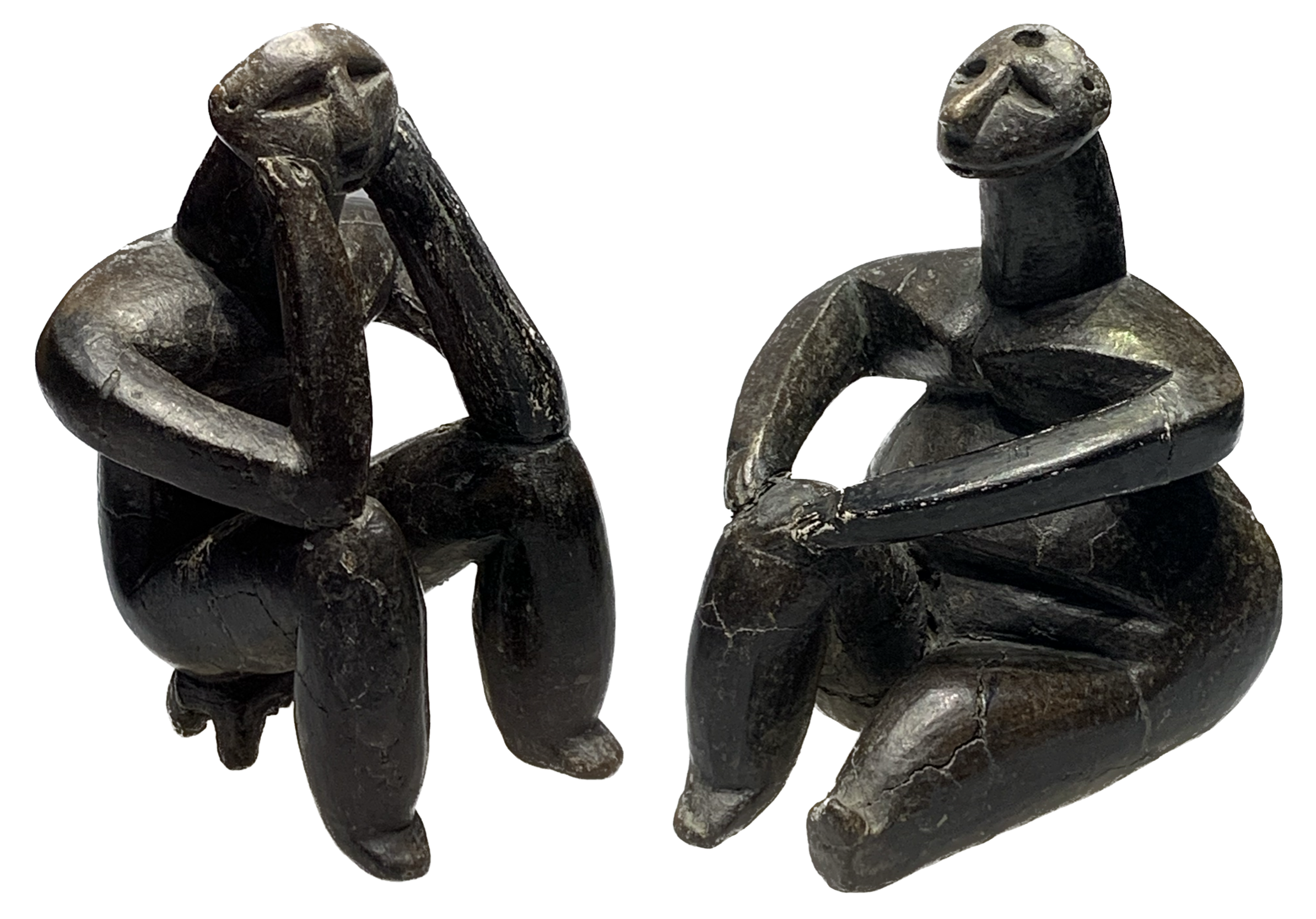
Myśliciel i Siedząca Kobieta z Cernovoda
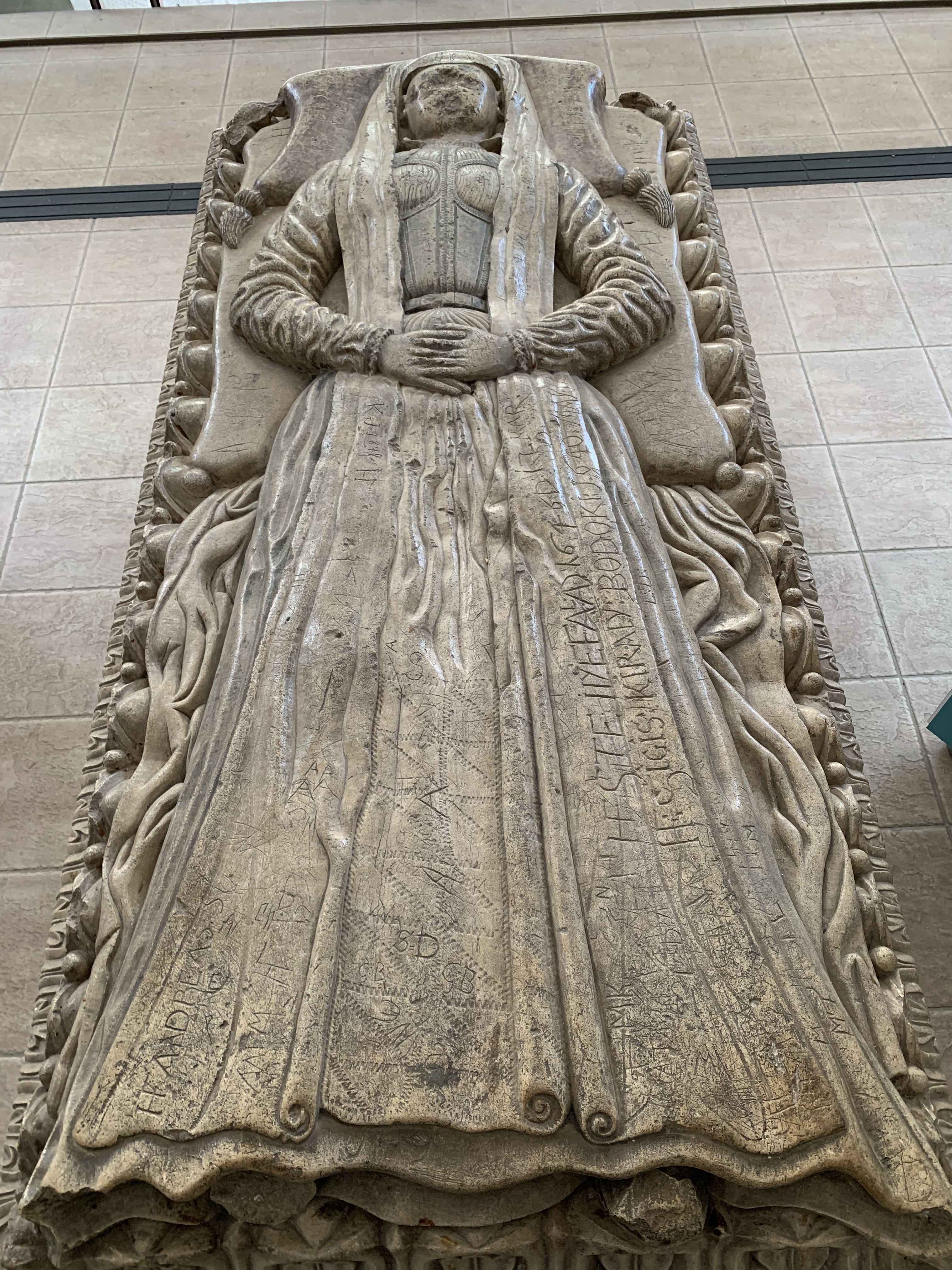
Sarkofag Zofii Potockiej